# Xã Bainbridge, Quận Dubois, Indiana
Xã Bainbridge (tiếng Anh: Bainbridge Township) là một xã thuộc quận Dubois, tiểu bang Indiana, Hoa Kỳ. Năm 2010, dân số của xã này là 16.020 người.